# Communauté de communes Loches Développement
La Communauté de communes Loches développement est une ancienne communauté de communes française, située dans le département d'Indre-et-Loire. Elle disparait le 31 décembre 2016 au profit de la Communauté de communes Loches Sud Touraine.

## Géographie

### Composition
Elle est composée des communes suivantes :
| Nom                       | Code Insee | Gentilé         | Superficie (km2) | Population (dernière pop. légale) | Densité (hab./km2) |
| ------------------------- | ---------- | --------------- | ---------------- | --------------------------------- | ------------------ |
| Loches (siège)            | 37132      | Lochois         | 27,06            | 6 321 (2014)                      | 234                |
| Azay-sur-Indre            | 37016      | Azéens          | 13,89            | 385 (2014)                        | 28                 |
| Beaulieu-lès-Loches       | 37020      | Bellilociens    | 3,88             | 1 811 (2014)                      | 467                |
| Bridoré                   | 37039      | Bridoréens      | 14,54            | 536 (2014)                        | 37                 |
| Chambourg-sur-Indre       | 37049      | Chambourgeois   | 28,39            | 1 384 (2014)                      | 49                 |
| Chanceaux-près-Loches     | 37053      | Chancellois     | 14,58            | 142 (2014)                        | 9,7                |
| Chédigny                  | 37066      | Chédignois      | 23,17            | 573 (2014)                        | 25                 |
| Cormery                   | 37083      | Cormeriens      | 6,07             | 1 766 (2014)                      | 291                |
| Dolus-le-Sec              | 37097      | Dolusiens       | 27,27            | 668 (2014)                        | 24                 |
| Ferrière-sur-Beaulieu     | 37108      | Ferrièrois      | 19,63            | 739 (2014)                        | 38                 |
| Perrusson                 | 37183      | Perrussonnais   | 28,94            | 1 540 (2014)                      | 53                 |
| Reignac-sur-Indre         | 37192      | Reignacois      | 22,44            | 1 174 (2014)                      | 52                 |
| Saint-Bauld               | 37209      |                 | 4,11             | 197 (2014)                        | 48                 |
| Saint-Hippolyte           | 37221      | Hippolytains    | 32,99            | 631 (2014)                        | 19                 |
| Saint-Jean-Saint-Germain  | 37222      |                 | 21,34            | 741 (2014)                        | 35                 |
| Saint-Quentin-sur-Indrois | 37234      |                 | 27,23            | 511 (2014)                        | 19                 |
| Saint-Senoch              | 37238      | Saint-Senochois | 24,08            | 536 (2014)                        | 22                 |
| Sennevières               | 37246      |                 | 23,54            | 217 (2014)                        | 9,2                |
| Tauxigny                  | 37254      | Tauxignois      | 36,83            | 1 337 (2014)                      | 36                 |
| Verneuil-sur-Indre        | 37269      | Vernolliens     | 39,63            | 498 (2014)                        | 13                 |

### Comparaison démographique
Comparaison de la population des 8 plus grandes communes de la CC Loches Développement en 2007 :

## Historique
- 29 décembre 1995 : création de la communauté de communes.
- 31 décembre 2016 : disparition au profit de la Communauté de communes Loches Sud Touraine.

Fin 2015, la communauté de communes vote la dissolution du Syndicat intercommunal de Truyes-Esvres-Cormery dans le cadre du Schéma départemental de coopération intercommunale, la communauté de communes exerçant la compétence de distribution d'eau.

## Démographie
La communauté de communes Loches Développement comptait 21 550 habitants (population légale INSEE) au 1er janvier 2011. La densité de population était de 49 hab./km².

### Évolution démographique
| 1968   | 1975   | 1982   | 1990   | 1999   | 2007   | 2013   | - | - |
| ------ | ------ | ------ | ------ | ------ | ------ | ------ | - | - |
| 17 848 | 17 704 | 18 432 | 19 220 | 19 738 | 20 879 | 21 614 | - | - |

Histogramme 
(élaboration graphique par Wikipédia)

### Pyramide des âges
| Hommes | Classe d’âge | Femmes |
| ------ | ------------ | ------ |
| 0,5    | 90 ans ou +  | 2,1    |
| 8,3    | 75 à 89 ans  | 11,1   |
| 14,9   | 60 à 74 ans  | 15,5   |
| 21,5   | 45 à 59 ans  | 21,1   |
| 20,3   | 30 à 44 ans  | 19,4   |
| 16,1   | 15 à 29 ans  | 14,5   |
| 18,4   | 0 à 14 ans   | 16,4   |

| Hommes | Classe d’âge | Femmes |
| ------ | ------------ | ------ |
| 0,5    | 90 ans ou +  | 1,4    |
| 6,8    | 75 à 89 ans  | 9,8    |
| 13,1   | 60 à 74 ans  | 13,9   |
| 20,7   | 45 à 59 ans  | 20,1   |
| 20,4   | 30 à 44 ans  | 19,3   |
| 19,6   | 15 à 29 ans  | 19,1   |
| 18,8   | 0 à 14 ans   | 16,4   |

## Politique communautaire

### Représentation

#### Présidents de la communauté de communes
| Période | Période          | Identité       | Étiquette | Qualité                               |
| ------- | ---------------- | -------------- | --------- | ------------------------------------- |
| 1995    | ...              | ...            |           |                                       |
| 1996    | 31 décembre 2016 | Pierre Louault | UDI       | Maire de Chédigny, Conseiller général |

### Compétences
- Aménagement de l'espace communautaire
- Développement économique
- Politique du logement social d’intérêt communautaire et action, par des opérations d’intérêt communautaire, en faveur des logements des personnes défavorisées
- Création, aménagement et entretien de la voirie d'intérêt communautaire
- Assistance technique et administrative aux communes
- Ordures ménagères
- Action sociale
- Environnement
- Sport, culture et loisirs
- Tourisme
- Gens du voyage
- Contrat de pays
- Services incendie et secours

### Identité visuelle
|  | Logo de la Communauté de Communes |

## Pour approfondir

## Sources
- Le splaf - (Site sur la Population et les Limites Administratives de la France)
- La base aspic - (Accès des Services Publics aux Informations sur les Collectivités)